# موج (کوربه)
موج یا امواج نام چندین نقاشی با موضوع چشم‌اندازهای دریایی است که هنرمند فرانسوی گوستاو کوربه بین سال‌های ۱۸۶۹ و ۱۸۷۰ کشید.

## نمونه‌ها
- امواج (۱۸۶۹، موزه هنر فیلادلفیا)
- دریای طوفانی یا موج (۱۸۶۹، موزه اورسی)
- موج (۱۸۷۰، موزه هنرهای زیبای اورلئان)
- موج (۱۸۶۹، موزه هنرهای زیبای لیون)
- موج (تاریخ نامشخص، موزه اشتادل، فرانکفورت)
- موج (تاریخ نامشخص، موزه ملی هنر غرب توکیو، ژاپن)
- موج (۱۸۷۰، ام رومرهولز، ونترتور)